# فانكروكيو
فانكروكيو (بالفرنسية: Vannecrocq)‏ هي بلدية تقع في فرنسا في Canton of Beuzeville. يقدر عدد سكانها بـ 127 نسمة ومساحتها 4.93 كم2 وترتفع عن سطح البحر 129 متر.